# Saison AFL 1960
La saison AFL 1960 est la 1re saison de l'American Football League (football américain). Elle voit le sacre des Houston Oilers.

## Classement général
| Franchise       | Vic. | Déf. | Nuls | % vic. | Pts pour | Pts contre |
| --------------- | ---- | ---- | ---- | ------ | -------- | ---------- |
| Houston Oilers  | 10   | 4    | 0    | .714   | 379      | 285        |
| New York Titans | 7    | 7    | 0    | .500   | 382      | 399        |
| Buffalo Bills   | 5    | 8    | 1    | .385   | 296      | 303        |
| Boston Patriots | 5    | 9    | 0    | .357   | 286      | 349        |

| Franchise            | Vic. | Déf. | Nuls | % vic. | Pts pour | Pts contre |
| -------------------- | ---- | ---- | ---- | ------ | -------- | ---------- |
| Los Angeles Chargers | 10   | 4    | 0    | .714   | 373      | 336        |
| Dallas Texans        | 8    | 6    | 0    | .571   | 362      | 253        |
| Oakland Raiders      | 6    | 8    | 0    | .429   | 319      | 388        |
| Denver Broncos       | 4    | 9    | 1    | .308   | 309      | 393        |

## Finale AFL
- 1er janvier 1961, à Houston devant 32 183 spectateurs, Houston Oilers 24 - Los Angeles Chargers 16